# Acontia niphogona
Acontia niphogona är en fjärilsart som beskrevs av George Francis Hampson 1909. Acontia niphogona ingår i släktet Acontia och familjen nattflyn. Inga underarter finns listade i Catalogue of Life.